# Harald G. Petersson
Harald G. Petersson (pour Harald Giertz-Petersson), né le 16 octobre 1904 à Weimar et mort le 8 juillet 1977 à Berlin-Ouest, est un scénariste allemand.

## Biographie
Petersson est le fils d'un Suédois installé en Allemagne et d'une Allemande. Il commence sa carrière comme écrivain, puis comme chef de presse de la firme de production cinématographique Tobis. Il devient scénariste, après que son roman Herz ist Trumpf sort en version filmée en décembre 1934 grâce à une production de Carl Boese. Il se spécialise notamment dans des histoires dramatiques d'espionnage ou de faits militaires.
Il épouse en secondes noces l'actrice Sybille Schmitz dont il se sépare en 1945. Mais il continue néanmoins à la rejoindre parfois pour tenter de la sauver de son alcoolisme qui finira par causer sa mort par suicide en 1955. Petersson retrouve le succès à partir de 1958 en travaillant avec Horst Wendlandt qui produit des films inspirés des œuvres d'Edgar Wallace et de Karl May, avec le fameux Winnetou.

## Filmographie
- 1937 : Die Korallenprinzessin
- 1938 : Pieux mensonge ou Mensonge de mère (Die fromme Lüge ) de Nunzio Malasomma
- 1938 : Rote Orchideen de Nunzio Malasomma avec Olga Tchekhova
- 1938 : La Nuit décisive
- 1939 : Die Frau ohne Vergangenheit
- 1939 : La Fugue de Mr Patterson
- 1940 : Wetterleuchten um Barbara
- 1941 : Blutsbrüderschaft de Philipp Lothar Mayring avec Hans Söhnker, Ernst von Klipstein (en) et Anneliese Uhlig
- 1941 : Vom Schicksal verweht
- 1943 : Die Hochstaplerin
- 1944 : La parole est à la défense (Der Verteidiger hat das Wort)
- 1944 : Solistin Anna Alt de Werner Klingler avec Anneliese Uhlig
- 1944 : Eine alltägliche Geschichte
- 1945 : Dr. phil. Döderlein

1947 : Razzia de Werner Klingler avec Paul Bildt et Agathe Poschmann
- 1947 : Arche Nora
- 1948 : Finale
- 1949 : Die letzte Nacht
- 1958 : Schmutziger Engel d'Alfred Vohrer avec Peter van Eyck
- 1959 : Cœurs dans la boue d'Alfred Vohrer avec Peter van Eyck
- 1960 : Les Mystères d'Angkor de Wilhelm Dieterle avec Micheline Presle, Sabu et Martha Hyer
- 1962 : La Porte aux sept serrures d'Alfred Vohrer avec Heinz Drache et Sabina Sesselmann
- 1962 : Le Livre de San Michele, en collaboration avec Hans Jacoby, de Rudolf Jugert, avec O. W. Fischer
- 1962 : Le Requin harponne Scotland Yard d'Alfred Vohrer
- 1962 : Le Trésor du lac d'argent de Harald Reinl avec Pierre Brice et Lex Barker
- 1963 : L'Énigme du serpent noir d'Alfred Vohrer avec Heinz Drache et Barbara Rütting
- 1963 : Das indische Tuch d'Alfred Vohrer
- 1963 : La Révolte des Indiens Apaches d'Harald Reinl avec Pierre Brice et Lex Barker
- 1964 : Le Défi du Maltais (Der Hexer) d'Alfred Vohrer avec Heinz Drache et Sophie Hardy
- 1964 : Le Trésor des montagnes bleues d'Harald Reinl avec Pierre Brice, Anthony Steel et Lex Barker
- 1965 : Winnetou 3. Teil d'Harald Reinl avec Pierre Brice, Sophie Hardy et Lex Barker
- 1966 : Tonnerre sur la frontière d'Alfred Vohrer avec Pierre Brice, Marie Versini et Rod Cameron
- 1966 : La Vengeance de Siegfried (Die Nibelungen) d'Harald Reinl avec Uwe Beyer, Karin Dor et Rolf Henniger